# 長田光平
長田 光平（ながた こうへい、1997年9月12日 - ）は、日本の男性俳優。神奈川県出身。ライジングプロダクション所属。

## 来歴
2018年3月5日、キャノンボーイズとして新木場コーストにて活動開始。
2018年5月23日、9人組アイドルグループ　絶好超団⭐︎LoVeのメンバーとして光仁（あきと）名義で2019年3月30日まで活動。
2019年10月30日、ボーイズポップスグループプラチナボーイズのメンバーとして、1st Single「君へ届け 」をリリースし、デビュー。
2022年1月30日、ミュージカル『刀剣乱舞』〜江水散花雪〜の小竜景光役として出演し、俳優活動を開始。
2023年5月22日、プラチナボーイズの公式サイトにて、グループ活動からソロ活動に専念することを発表。同年10月20日、オフィシャルファンサイトを開設。
2025年、舞台『OFFICE SHIKA CHILDHOOD『クマのプーとアクマのゾゾ』』の栗栖魯瓶役で舞台において単独初主演を果たす。

## 人物
- 映画『アンドリューNDR114』を見たことをきっかけに、映画を通して感動を届けられる人になりたいと思い、芸能界に入る[7][8]。
- 趣味は映画・アニメ鑑賞、観葉植物[1]。
- 特技は柔道、空手、水泳[1]。
- 自身のファンクラブサイトにてバルーンアートの才能を開花させる。サイコロの練習中[要出典]。

## 出演

### 舞台
- 『俺たち、ヤンキー王！？炎の巻』（2019年3月19日-3月24日新宿シアターモリエール)
- ミュージカル『刀剣乱舞』 - 小竜景光 役
  - ～江水散花雪～（2022年1月30日 - 3月13日、アイプラザ豊橋 他）
  - 〜真剣乱舞祭2022〜（2022年5月8日 - 6月26日、サンドーム福井 他）
  - ～花影ゆれる砥水～（はなかげゆれるとみず）（2023年4月30日 - 6月18日[注 1]、TOKYO DOME CITY HALL 他）[10][11]
  - ㊇ 乱舞野外祭（すえひろがり らんぶやがいまつり）（2023年9月17日 - 24日、富士急ハイランド・コニファーフォレスト）[12]
- クリスマス☆リーディングステージ クリスマス・イブのおはなし（2022年12月22日、新国立劇場 小劇場）- ゲスト出演[13][14]
- 坂本冬美特別公演 第一部 『華麗なるサギ師たち』（2023年2月3日 - 26日、新歌舞伎座）[15] - 橘四郎 役
- CONTEMPORARY STAGE ケイ×ヤク（2023年7月13 - 23日、 Mixalive TOKYO Theater Mixa ）- 英獅郎 役[16][17]
- ブルーロック 2nd STAGE（2024年1月18日 - 21日、京都劇場 / 1月25日 - 31日、ヒューリックホール東京） - 糸師凛 役[18]
- ミュージカル『夜曲〜ノクターン〜』- 虎清 役
  - 悪童会議 第二回公演（2024年5月4日 - 12日、品川プリンスホテル ステラボール）[19]
  - 悪童会議 第4回公演（2026年6月・7月〈予定〉、シアターH）[20]
- 私立探偵 濱マイク-遥かな時代の階段を-（2025年2月6日 - 23日、サンシャイン劇場 他） - 杉本 役[21]
- OFFICE SHIKA CHILDHOOD『クマのプーとアクマのゾゾ』（2025年4月10日 - 20日、座・高円寺1） - 主演・栗栖魯瓶 役[22]

### テレビドラマ
- キラキラ男子プロジェクト メンドル学園 (2018年9月7日-、TOKYO MX)
- キラキラ男子プロジェクト メンドル学園2 (2018年11月2日-、TOKYO MX)
- 浅草ラスボスおばあちゃん（2025年7月5日 - 、東海テレビ・フジテレビ） - 轟大輔 役[23]

### イベント
- KOHEI NAGATA FAN MEETING（2022年9月18日、ベルサール神保町アネックス）[24]
  - vol.2（2022年12月17日、ベルサール神保町アネックス）[25]
  - vol.3（2023年12月9日､東京総合美容専門学校マルチホール）
  - vol.4（2024年8月12日、東京・日本教育会館 一ツ橋ホール）

#### その他出演イベント
- SHOTARO ARISAWA FAN TOUR2022夏（2022年7月16日、大阪・朝日生命ホール）- ゲスト出演[26]
- 佐藤信長 FAN MEETING vol.2（2022年8月27日、アゼリア大正ホール）- ゲスト出演[27]
- 松島勇之介26th Birthday Event～最近筋肉痛が遅れてきます～（2022年11月27日、浜離宮朝日ホール）- ゲスト出演[28]
- 林光哲 33th バースデーイベント -First Time-（2023年10月7日、DDD 青山クロスシアター）[29]
- 石川凌雅 Birthday Event 2023（2023年10月9日、NEW PIER HALL）[30]
- 松島勇之介28th Birthday Event〜最近大人っぽいって言われなくなったのはなんでだろう……28歳になりました！！〜（2024年12月8日、新都市ホール） ‐ ゲスト出演

### インターネット配信
- みみはぴ保育園（2023年、DMM TV）- 圭人先生 役[31][32]